# توموهيرو موري
توموهيرو موري (باليابانية: 森 智浩) (6 أغسطس 1974 في إيشيكاوا في اليابان – )؛ هو لاعب كرة قدم سابق كان يلعب كمدافع.

## وصلات خارجية
- توموهيرو موري على موقع عالم كرة القدم.نت (الإنجليزية)